# Appelbeke
Die Appelbeke ist ein 3,6 km langer Bach in der Gemeinde Appel im Landkreis Harburg in Niedersachsen, der von rechts und Osten in die Este mündet.

## Verlauf
Die Appelbeke entspringt als Wiesensammler am südlichen Ortsrand von Eversen und fließt in südlicher Richtung wechselweise durch Wiesen und Wälder auf Appel zu. Von Appel bis zur Mündung fließt sie fast dauerhaft an Fischteichen vorbei und hindurch. Südlich von Appel durchfließt sie die Appelbeker Seen, von Norden kommend in westlicher Richtung, und weiter in Appelbeck am See die Appelbeker Wassermühle, um auf den letzten hundert Meter deutlich begradigt nördlich von Hollenstedt von rechts und Osten in die Este zu münden.

## Zustand
Die Appelbeke ist im oberen Verlauf mäßig belastet (Güteklasse II) und im unteren Verlauf kritisch belastet (Güteklasse II–III).

## Befahrungsregeln
Wegen intensiver Nutzung der Este durch Freizeitsport und Kanuverleiher erließ der Landkreis Harburg 2002 eine Verordnung unter anderem für die Este, ihre Nebengewässer und der zugehörigen Uferbereiche, die den Lebensraum von Pflanzen und Tieren schützen soll. Seitdem ist das Befahren und Betreten der Appelbeke ganzjährig verboten.